# 蒙福尔特德莫尤埃拉
蒙福尔特德莫尤埃拉，是西班牙阿拉贡自治区特鲁埃尔省的一个市镇。总面积48平方公里，总人口77人（2001年），人口密度2人/平方公里。